# Aquatis
Koordinaten: 46° 32′ 27,5″ N, 6° 39′ 25,8″ O; CH1903: 540055 / 154709
Das Aquatis Aquarium-Vivarium Lausanne im Wissenschaftspark Biopôle nördlich der schweizerischen Stadt Lausanne ist das grösste Süsswasser-Schauaquarium-Vivarium Europas. Es wurde am 21. Oktober 2017 eröffnet und beherbergt auf 3'500 Quadratmetern zugänglicher Fläche rund 10'000 Fische, 100 Reptilien und Amphibien sowie 300 Pflanzenarten. Auf einem Rundweg über zwei Stockwerke werden, unterstützt von digitaler Technologie und naturgetreuen Projektionen, in den 46 Aquarien, Terrarien und Vivarien 20 Ökosysteme aus fünf Kontinenten präsentiert. Das gesamte untere Stockwerk ist dabei Europa gewidmet. Unter dem zentralen, über beide Geschosse reichenden Grossaquarium führt ein Gang aus Plexiglas hindurch.
Das Aquatis kooperiert mit verschiedenen wissenschaftlichen und Naturschutz-Institutionen und wird von mehreren Stiftungen gefördert.

## Projektgeschichte
Die erste Konzeption des Aquatis wurde Ende der 2000er-Jahre von den französischen Biologen Morgane Labous Simunic und Frédéric Pitaval zusammen mit dem Schweizer Museologen Michel Etter (Gründer des Schweizer Spielmuseums) unter dem Projektnamen Aquaécopôle entwickelt. Inspiriert war das Konzept unter anderem von dem 1992 eröffneten Biodôme de Montréal. Im Jahr 2005 erhielten sie damit bei einem von der Stadt ausgeschriebenen Wettbewerb den Zuschlag. Begonnen als Gemeinschaftswerk des Aquariums von La Rochelle (Frankreich) und des Wissenschaftsmuseums von Barcelona (Spanien), stieg 2009 die BOAS Groupe (eine von Bernard Rossi gegründete und geleitete Gruppe von Bau- und Immobilienfirmen, Hotels und Thermalbädern) als Hauptinvestor ins Projekt ein. Die Realisierung verzögerte sich mehrfach, unter anderem durch zwei bis vors Bundesgericht gelangte Einsprachen eines Anwohners. Weil man sich 2013 entschied, einen Teil der Tiere des 1970 im nahegelegenen Stadtteil Sauvabelin gegründeten, aber konkursiten Vivarium de Lausanne zu integrieren, um die Attraktivität zu steigern, wurde das ursprüngliche Konzept völlig überarbeitet.
2015 erfolgte die Grundsteinlegung, das Gesamtprojekt lief nun unter dem Namen Aquatis - Cité de l'eau douce (Aquatis – die Süsswasserstadt).

## Bau
Als Generalunternehmer beauftragte die Bauherrin BOAS constructions SA aus Crissier die Baufirma Grisoni & Zaugg SA aus Vuadens. Planer war das Lausanner Architekturbüro Richter Dahl Rocha & Associés, die landschaftsarchitektonische Gestaltung stammt von Emch+Berger aus Bern. Die Szenografie für das Aquatis entwarf die Agentur Créatime von Frédéric Ravatin.
Die Baukosten des Projekts beliefen sich auf rund 100 Millionen Franken (budgetiert waren ursprünglich 63 Millionen), davon entfielen zwei Drittel auf das Aquarium-Vivarium, ein Drittel auf die übrigen Teile der Anlage. Die Fassade des kreisförmigen Hauptgebäudes besteht aus rund 100'000 beweglichen eloxierten Aluminiumplättchen, was den Eindruck von Schuppen einer Fischhaut oder Reflexionen einer vom Wind bewegten Wasserfläche vermitteln soll. Zum Gebäudekomplex und Gesamtkonzept des Aquatis gehört neben Schnellrestaurant und Shop auch das bereits am 20. März 2015 eröffnete Aquatis Hotel & Konferenzzentrum sowie, unter dem Baukomplex gelegen, ein durch öffentlich-private Partnerschaft errichtetes Park&Ride mit Anschluss an die Station Vennes der Linie M2 der Métro Lausanne und an die Ausfahrt Vennes der A9.

## Betrieb
Betreiber der Anlage ist die BOAS Groupe. Zur Förderung von Umwelterziehung und Bildung in nachhaltiger Entwicklung wurde 2007 die gemeinnützige Aquatis-Stiftung gegründet, die das wissenschaftliche und kulturelle Angebot mitträgt. Direktorin von Aquatis ist Angélique Vallée-Sygut, frühere Projektleiterin des Ozean-Museums von Monaco.